# Hài lòng

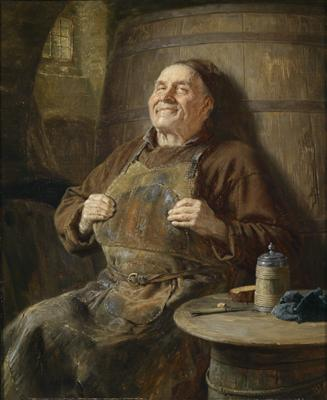
Hòa bình và mãn nguyện
Eduard von Grützner (1897)

Hài lòng, mãn nguyện hay thỏa mãn là một trạng thái cảm xúc thỏa mãn có thể được xem là trạng thái tinh thần, có thể có được từ sự thoải mái trong tình huống, cơ thể và tâm trí của một người. Nói một cách thông thường, sự hài lòng có thể là một trạng thái chấp nhận hoàn cảnh của một người và là một hình thức hạnh phúc nhẹ nhàng và dự kiến hơn.
Sự hài lòng và theo đuổi sự hài lòng có thể là một chủ đề trung tâm thông qua nhiều trường phái triết học hoặc tôn giáo trên các nền văn hóa, thời đại và địa lý khác nhau. Siddharta có thể đã nói "Sức khỏe là lợi ích quý giá nhất và sự hài lòng là sự giàu có lớn nhất". John Stuart Mill, hàng thế kỷ sau, sẽ viết "Tôi đã học cách tìm kiếm hạnh phúc của mình bằng cách hạn chế những ham muốn của mình, thay vì cố gắng thỏa mãn chúng". Marcus Aurelius đã viết "Sống với các vị thần. Và người làm như vậy liên tục cho họ thấy rằng tâm hồn anh ta hài lòng với những gì được giao cho họ. " Hebrew 13: 5 nói rằng "Giữ cho cuộc sống của bạn thoát khỏi tình yêu tiền bạc và bằng lòng với những gì bạn có, bởi vì Chúa đã nói, 'Sẽ không bao giờ tôi rời xa bạn; tôi sẽ không bao giờ từ bỏ bạn.'"  Nhà triết học Trung Quốc Zhuang Zhou từng viết vào thế kỷ thứ 3 TCN (theo giả thuyết) "Một quý ông đi sâu vào mọi thứ và hài hòa với những biến đổi của họ sẽ được thỏa mãn với bất cứ gì cuộc sống đem tới. Anh ta tuân theo tiến trình tự nhiên trong bất kỳ tình huống anh ta có mặt. " 
Các tài liệu dường như thường đồng ý rằng sự hài lòng có thể là một trạng thái lý tưởng đạt được thông qua việc hài lòng với những gì một người có, trái ngược với việc đạt được tham vọng lớn hơn của một người, như Socrates mô tả bằng cách nói "Người không hài lòng với những gì anh ta có, sẽ không hài lòng với những gì anh ấy muốn có. " Điều đó nói rằng, có thể có một số yếu tố thành tích có thể làm cho việc tìm kiếm trạng thái thỏa mãn cá nhân dễ dàng hơn: một đơn vị gia đình mạnh mẽ, một cộng đồng địa phương mạnh mẽ và sự thỏa mãn các nhu cầu cơ bản của cuộc sống như có thể được thể hiện trong hệ thống nhu cầu của Maslow. Nói chung, càng có nhiều nhu cầu trong hệ thống phân cấp của Maslow, người ta càng dễ dàng đạt được sự hài lòng.